# Calceolaria racemosa
Calceolaria racemosa är en toffelblomsväxtart som beskrevs av Antonio José Cavanilles. Calceolaria racemosa ingår i släktet toffelblommor, och familjen toffelblomsväxter. Inga underarter finns listade i Catalogue of Life.